# International Financial Reporting Standards
 (février 2015).
Les International Financial Reporting Standards (IFRS) sont un référentiel comptable, un ensemble de normes (règles) définissant les méthodes de comptabilisation, produit par le Bureau international des normes comptables (International Accounting Standards Board, IASB). Les IFRS complètent les International Accounting Standards (IAS, « standards comptables internationaux »). 
Depuis 2005, les IFRS sont applicables aux sociétés cotées sur un marché européen. D'autres pays ont adopté le référentiel par la suite, tel le Canada où, depuis 2011, l'adoption des IFRS est obligatoire pour les sociétés cotées sur des marchés publics. 
Chaque pays a son propre référentiel, qui peut être plus ou moins éloigné des IFRS, mais l'adoption pour les sociétés cotées de cette norme permet d’accroître la comparabilité financière de sociétés d'un même secteur dans des pays différents et a fortiori permettre des choix d'investissement plus pertinents. En 2023, le standard est utilisé ou obligé dans 147 juridictions sur 168.

## Enjeux des IFRS
Les normes comptables fixent les modalités selon lesquelles les entités doivent enregistrer leurs produits, charges, actifs et passifs afin de produire les comptes ou états financiers. Dans les entreprises, ces comptes sont soumis à l'approbation des actionnaires en Assemblée générale au moins une fois par an. Plus généralement, les normes comptables créent des indicateurs qui orientent les marchés et leur interprétation, parfois critiquées pour leur soumission au PIB et leur difficulté à intégrer les externalités sociales et environnementales, voire présentées comme les instruments du capitalisme ﬁnancier.  
Les scandales financiers du début des années 2000 en Europe et aux États-Unis (Enron, WorldCom…) puis la crise de 2008 ont montré au public les enjeux qui s'attachent à la comptabilité. L’année 2005 a vu l’application des normes IFRS (International Financial Reporting Standards, dénommées jusqu’en 2001 normes IAS pour International Accounting Standards) existant depuis 1973 destinées à toutes les entreprises faisant appel public à l’épargne ; elles sont largement inspirées des normes américains, les US GAAP. La décision de l'Union européenne d'utiliser ces normes répondant en priorité aux besoins d'informations des investisseurs remonte à 1995 (communication de la Commission européenne). Cet important mouvement s’est traduit par l’adoption d’un ensemble de textes dont l’objectif commun est d'harmoniser la présentation des états financiers et de renforcer leur qualité. 
L'adoption et l'application des normes comptables internationales au sein de l'Union européenne sont régies par le règlement (CE)1606/2002 du 19 juillet 2002, qui définit notamment les critères d'application d'une norme.
Le règlement européen du 19 juillet 2002, en imposant aux entreprises faisant appel public à l’épargne de présenter leurs comptes consolidés selon les normes IFRS, vise principalement à garantir une meilleure transparence comptable. En effet, la présentation des comptes de ces entreprises selon des normes harmonisées en facilitera la compréhension et surtout la comparaison à l’échelon européen.
Elles ont nécessité de profonds aménagements informatiques, aussi bien dans les grands groupes que dans les PME-PMI. Moins médiatisé dans le grand public que le passage à l’euro, ce changement aux normes internationales IAS/IFRS a pourtant eu beaucoup d’impacts. L’objectif est en effet d'établir la clarté des comptes des entreprises, consolider la confiance des investisseurs sur les états financiers publiés. Le travail des veilleurs est plus simple, plus rapide et relativement accessible au néophyte.
Deux nouveaux principes comptables sont ajoutés :
- prééminence de l'économique sur le juridique : les comptes doivent donner une image fidèle de l'entreprise et de son patrimoine (ainsi, le crédit bail rentre à l'actif du bilan)
- importance relative : une information ne doit figurer dans l'annexe que si elle peut influer sur les choix futurs des utilisateurs.

## Principes
La logique de ces normes comptables repose sur quelques points (parfois divergents par rapport au droit comptable français) en particulier l'option de valorisation à la juste valeur des actifs et passifs, la primauté de la substance sur la forme, l’approche prioritairement bilancielle, la prise en compte prioritaire de la vision de l’investisseur, le principe de prudence subordonné à celui de neutralité et de pertinence, l’absence de textes spécifiques à un secteur d’activité, la moindre reconnaissance de la comptabilité d’intention, la place plus importante qu’occupe l’interprétation dans l’application des normes.

Les états financiers et l’information comptable ne sont pas définis de la même façon dans le référentiel international. Les états financiers comprennent désormais (IAS 1 article 10) :

1. l'état de situation financière (bilan),
2. l'état du résultat global (compte de résultat),
3. l'état des variations de capitaux propres,
4. le tableau de flux de trésorerie (optionnel en France) (IAS 7),
5. les notes ou l'annexe, contenant un résumé des principales méthodes comptables et d'autres informations explicatives... et « tout autre document utile à la compréhension des comptes » comme le bénéfice par action pour les sociétés cotées.

Quant à l’information comptable, elle doit être 
- « intelligible » : son lecteur doit pouvoir se forger une opinion sur l’activité de l’entreprise à la simple lecture des informations comptables,
- « pertinente » : les informations doivent permettre au lecteur de prendre des décisions économiques appropriées sur le futur de l’entreprise,
- « d’une importance relative » : une information comptable ne doit être divulguée que si et seulement si elle apporte des éléments utiles à la prise de décision. Ce seuil de signification (langage usuel des auditeurs financiers) dépend du jugement du professionnel. Par exemple, une baisse de l’activité économique de l’entreprise peut-être importante en volume mais non significative par rapport au chiffre d’affaires généré par le groupe.
- L'information doit enfin être « fiable », utilisée sans risque d’erreur. La fiabilité repose sur quatre principes fondamentaux : 
  - la neutralité,
  - l’apparence juridique,
  - la prééminence de la réalité économique sur l’apparence juridique,
  - le respect de l’image fidèle.

## Champ d'application des IFRS
Les normes IFRS s'appliquent à tous les États qui le souhaitent. Le principal utilisateur de ces normes est l'Union européenne puisque le règlement CE 1606/2002 de l’UE adopté par le Parlement et le Conseil impose à toutes les sociétés cotées sur un marché règlementé européen publiant des comptes consolidés d’établir des états financiers dès le 1er janvier 2005 en IAS / IFRS. L’application du référentiel comptable devient alors obligatoire dès le 1er janvier 2005 et le 1er janvier 2007 pour les sociétés ayant seulement des titres cotés autres que des actions.
Cette adoption a également pu avoir des effets d’entraînements car de nombreux pays à l’image du Canada, de l’Arménie, de l’Égypte, ou de l’Ukraine utilisent déjà (comme l’UE) en totalité ou en partie le référentiel international. En France, les groupes non cotés peuvent aussi, au choix, opter pour les normes ou conserver les règles françaises applicables aux comptes consolidés (CRC99-02).

## Calendrier de l'application
Le passage aux IAS a été étalé dans le temps. Les entreprises françaises ont appliqué progressivement ces normes financières :
- jusqu'en 2004, les publications financières se sont faites uniquement en normes françaises,
- en 2005, la consolidation des comptes selon les normes IFRS est optionnelle,
- en 2006, les entreprises doivent obligatoirement publier leurs états financiers aux normes IFRS,
- en 2007, le référentiel international est le référentiel s'appliquant de plein droit.

Compte tenu de l'obligation de présenter un exercice comparatif dans le même référentiel comptable, la date réelle de transition aux normes IFRS est le 1er janvier 2004 qui correspond au premier jour de l'exercice fourni à titre de comparaison.

## Impacts des IFRS
Nombreux ont été les impacts des IFRS sur les entreprises. Ils varient surtout en fonction du secteur d'activité. Les établissements de crédit ont été plus affectés par IAS 32 et IAS 39 que les autres entreprises par exemple. Au global, pourtant, les impacts ont été limités : par exemple, ils n'ont modifié que de 1,5 % les capitaux propres des entreprises du CAC 40 (étude FinHarmony sur le passage aux IFRS).

### Impact de la juste valeur
La juste valeur (IAS 32) est le montant pour lequel un actif pourrait être échangé, ou un passif éteint, entre parties bien informées, consentantes, et agissant dans des conditions de concurrence normale. Le principe de l’évaluation des actifs à leur juste valeur représente un impact majeur pour les établissements de crédit mais aussi pour toutes les entreprises qui ont des participations financières importantes. Plus que toutes les autres normes, l'IAS 32 et 39 rompent avec l'esprit de la comptabilité française notamment.
Elle remet en question les principes comptables « de base » dans la mesure où elle modifie certains concepts du formalisme comptable. La comptabilité « traditionnelle » enregistre l'acquisition d'un bien (disons, un titre pour une valeur de mille euros) et ne revient sur cette valeur dite « historique » qu'au moment de la cession de ce titre, moment où l'on enregistre, au compte de résultat, une perte ou un gain. Le principe de la juste valeur oblige, si l'on sait que ce titre ne vaut plus que 500 euros, à reconnaitre une perte « potentielle » et de montrer aux investisseurs potentiels et aux actionnaires la réalité économique du patrimoine de l’entreprise (« mon titre vaut 500 euros ») plutôt qu’une réalité comptable (« j’ai acheté un titre 1000 euros »).
La valorisation à la juste valeur a un impact politique[réf. nécessaire]. La valorisation à la juste valeur met en danger de la réglementation prudentielle sur laquelle est bâti le secteur bancaire[réf. nécessaire], la légitimation de concept de valorisation issu de cabinets privés[réf. nécessaire]. Elle entraine la modification du comportement des managers : autrefois, en cas de perte de la valeur des titres possédés, le mieux (comptablement parlant) était d’attendre un hypothétique rebond avant de revendre, pour ne pas faire état de pertes sur titres. L'application de cette méthode a entraîné des critiques envers les normes comptables, lors de la crise des subprimes, un journal spécialisé écrit : « le passage aux normes comptables IFRS expose désormais les sociétés à une très forte volatilité aussi bien de leur compte de bilan que de leur compte de résultat. ».
L'impact de la juste valeur a été largement surestimé par les commentateurs voulant, en réalité, s'opposer aux normes IFRS. Comme le dit la Banque de France dans son étude sur le passage aux IFRS : « Si la juste valeur a pu être décrite dans la littérature comptable comme la « pierre angulaire » des IFRS, elle n’a eu, en pratique, qu’un effet limité sur les comptes des entreprises lors de ce premier exercice de transition. »
De nombreux auteurs essaient de rétablir la réalité sur le mythe de la juste valeur, tel Nicolas Véron dans son étude intitulée « La juste valeur est le mauvais bouc émissaire pour cette crise » parue en 2008 ou le discours du président de l'IASB « Dissiper les mythes au sujet des IFRS ».

### Impact sur les banques: modification des normes IAS 32 et 39
En septembre 2003, la Commission européenne a adopté les normes comptables internationales, à l’exception des normes 32 et 39 sur les instruments financiers. Fin 2004, elle adopte un règlement portant approbation partielle de la  norme 39. Celle-ci est entrée en vigueur le 1er janvier 2005, à l'exception – à titre temporaire – des parties concernant la comptabilité de couverture et l'option juste valeur. Cette adoption est accueillie avec satisfaction par les établissements de crédit car elle donne un délai supplémentaire pour parvenir à une norme mieux adaptée à la réalité économique.
En l’état, la norme 39 aurait engendré une forte volatilité des capitaux propres et des résultats, notamment dans le domaine de la banque de détail.
En juin 2005, l'IASB publie l'amendement à la norme 39 pour la partie concernant l'option juste valeur. La norme IAS 39 entre alors en vigueur dans les délais, mais elle est encore partielle, car la partie macro couverture est toujours en discussion. Cette norme sera ensuite amendée à plusieurs reprises et notamment lors de la crise financière en 2008 en ce qui concerne le reclassement des instruments financiers.
À la suite des critiques formulées par de nombreuses parties prenantes à l'encontre de la norme IAS 39, l'IASB a décidé de substituer cette dernière par une nouvelle norme : la norme IFRS 9 "Instruments financiers" qui va petit à petit se substituer à de nombreuses dispositions de la normes IAS 39. Le premier volet de cette norme, relatif aux actifs financiers, fut publié le 12 novembre 2009 et devient applicable de manière anticipée dès l'année 2009 (et deviendra obligatoire au 1er janvier 2013). Ce premier volet se fonde sur une nouvelle approche unique pour déterminer si un actif financier doit être évalué au coût amorti ou à sa juste valeur : une approche basée sur la façon dont l’entité gère ses instruments financiers (son modèle économique) et les caractéristiques contractuelles des flux de trésorerie rattachés aux actifs financiers.
Ce premier volet de la norme IFRS 9 porte exclusivement sur la classification et l’évaluation des actifs financiers (et à l’horizon 2010 des passifs financiers) et sera suivi ultérieurement par la production des deux autres volets relatifs à la dépréciation (« impairment » en anglais) des actifs financiers et à la comptabilité de couverture.

### Impact informatique
À moins de quelques semaines de l'entrée en vigueur des normes IAS/IFRS, une entreprise sur deux n'avait encore entamé aucun chantier. L'adoption de la norme SME destinée aux PME s'effectuera à moyen et à long termes, sous l'impulsion des banques et des donneurs d'ordre. 
À cet effet, les adaptations du système d'information nécessitent la mise en œuvre d’outils informatiques qui permettent l’extraction de données plus nombreuses et souvent issues de bases de données disparates. L’acquisition de ces outils devra se faire avec précaution pour garantir leur compatibilité avec les systèmes existants et leur évolutivité à raison des normes comptables qui n’ont pas fini d’évoluer. Il n’est pas exclu que l’audit de l’existant conduise les entreprises à remettre intégralement en question leur système d’information et à en revoir l’architecture globale de manière à privilégier un projet d’ensemble harmonisé.
La mise en œuvre de ce volet sécuritaire serait incomplète sans une définition ou redéfinition précise des procédures d’accès aux applications, des plans de secours, d’archivage et de protection des données personnelles (voir la fonction de CPD décrite dans un précédent n° de RIE).
Sur le plan contractuel, la définition du référentiel de conformité, le respect des délais ou la cohérence des adaptations issues de sources distinctes figureront parmi les préoccupations récurrentes des entreprises. Ajoutons que le fait que tout ou partie du système d'information soit placé en infogérance ne modifie pas leurs obligations. Le contrat d’infogérance nécessitera dans ce cas un toilettage pour y intégrer une clause d’audit adaptée ainsi qu’une définition précise des niveaux de sécurité et des procédures de contrôle conformes aux nouveaux textes normatifs.
Les exigences d’une information financière sécurisée vont entraîner une réorganisation importante des procédures internes des entreprises et le renforcement corrélatif de la sécurité de leur système d’information. Pour celles qui font appel public à l’épargne et qui sont installées dans un État membre de l’Union européenne, il s’agit d’ores et déjà d’une priorité en raison du règlement européen imposant à compter du 1er janvier 2005, de suivre le nouveau référentiel dans leurs comptes consolidés.

## Convergence
La convergence des normes comptables, que la plupart des pays industrialisés appuient, est avantageuse pour les entreprises cotées sur différentes bourses : elles ne doivent pas avoir à produire plusieurs jeux d'états financiers et économisent ainsi d'importantes sommes d'argent. Les investisseurs, pour leur part, peuvent mieux comparer et examiner les données financières d'entreprises où qu'elles soient établies. Cette harmonisation comptable internationale est un processus permettant de parvenir à un rapprochement de fond de diverses normes comptables.
L'IASB et le FASB, dans le cadre de l'accord de Norwalk (en), conclu en octobre 2002 rapprochent ainsi leurs normes respectives, et contribuent à améliorer la cohérence, la comparabilité et l'efficacité des marchés internationaux de capitaux. Dans le cadre du mémorandum publié en février 2006 découlant de la perspective du projet du cadre conceptuel commun FASB-IASB, cette recherche de convergence s'est traduite par un rapprochement des deux référentiels et ce réciproquement sur plusieurs sujets. Le FASB s'aligne sur la position de l'IASB pour la suppression de la méthode du pooling of interest. L'IASB s'aligne sur la position du FASB pour la suppression de l'amortissement systématique du goodwill.
Cependant, l'expérience en cours de la convergence IASB/FASB montre que de nombreuses années sont nécessaires pour assurer la convergence de deux référentiels pourtant basés sur une même culture des affaires anglo-saxonne. Ceci est dû essentiellement à l'existence d'une opposition entre une approche par les règles dans le cas du FASB et une approche par les principes que suit l'IASB.
D'un côté, les International Financial Reporting Standards (IFRS), sont plutôt considérées comme des normes européennes, bien que le processus de développement soit dominé par des experts anglo-saxons. La culture comptable anglo-saxonne est surreprésentée au sein du Board, il est ainsi difficile de reconnaître le caractère européen des normes IFRS. C'est le cas aussi en ce qui concerne la répartition géographique des membres du Board. De l'autre côté, les US Generally Accepted Accounting Principles (US GAAP) américaines sont beaucoup plus orientées au cas par cas et laissent peu de marge décisionnelle aux entreprises.
Les IFRS sont décrites comme fondées sur des principes, ce qui signifie qu'elles laissent une grande marge de manœuvre aux entreprises en ce qui concerne l'évaluation des données comptables. Les US GAAP sont décrites comme fondées sur des règles et ont pour but de réglementer tous les aspects possibles de la présentation des comptes. Ces normes exigent donc des informations très détaillées de la part des entreprises. Dans le cadre de la convergence IASB FASB, l'harmonisation des IFRS et US GAAP est actuellement à l'œuvre et des solutions communes ont été déjà trouvées. Cela n'empêche pas la divergence de plusieurs points de vue, parmi les principaux aspects à résoudre on évoque les instruments financiers et la présentation des performances.

## Liste des IFRS
Au sens large donné par IAS 1, les IFRS comprennent :
- les normes au sens strict : les normes comptables internationales, ou International Accounting Standards (IAS), et les normes internationales d'information financière (IFRS) proprement dites ;
- les interprétations officielles publiées par l'ancien comité d'interprétation de l'IASC, en anglais Standing Interpretations Committee (SIC), puis par le comité d'interprétation des IFRS, en anglais International Financial Reporting Interpretations Committee (IFRIC).

La préface et le cadre conceptuel sont directement liés à ces normes. Cependant, ils ne font pas partie du processus d'adoption européen. 
D'autres documents publiés par l'IASB ne font pas partie des IFRS :
- la norme internationale d’information financière pour les petites et moyennes entités, dite IFRS pour les PME (en anglais IFRS for SMEs) et publiée en 2009,
- la taxonomie IFRS qui codifie les concepts définis par les normes dans le langage XBRL,
- le guide d'élaboration du rapport de gestion (en anglais, the IFRS Practice Statement Management Commentary) publié en 2010.

De 1975 à 2001, 41 normes IAS et 33 interprétations SIC ont été publiées.
Lors du changement de gouvernance et de statuts en 2001, les normes et interprétations ont changé de dénomination : les IAS sont ensuite des IFRS et les interprétations SIC sont ensuite des interprétations IFRIC.
L'IASB a alors décidé que les normes IAS et les interprétations SIC en vigueur continuaient à s’appliquer jusqu’à leur retrait. 
Certaines normes IAS ont été supprimées depuis, mais beaucoup ont continué à être profondément modifiées en gardant leur codification IAS. Au 1er janvier 2013, 28 normes IAS et 12 normes IFRS sont applicables dans le monde (les premières versions d'IFRS 9 ont été publiées mais elles ne sont pas encore d'application obligatoire).
Au fil des ans, de nombreuses interprétations (SIC et IFRIC) sont remplacées par la révision ou la publication de nouvelles normes IAS ou IFRS (généralement sans modifier les principes applicables). Au 1er janvier 2013, 8 interprétations SIC et 17 interprétations IFRIC sont applicables.

## Panorama des IFRS et perspectives
Depuis plus de trente ans, avec la création de l’IASB (International Accounting Standards Board), l’objectif d’un langage comptable universel a été poursuivi. Comme l’anglais aujourd’hui dans les relations commerciales, les IFRS, associées aux normes IAS, sont en passe de devenir le référentiel incontournable de la comptabilité des entreprises mondiales. Actées en 2002 par règlement européen (1606/2002/CE), elles ont été mises en application depuis le 1er janvier 2005 pour les sociétés faisant appel public à l’épargne publiant des comptes consolidés et depuis le 1er janvier 2007 pour les sociétés ayant seulement des titres cotés autres que des actions. Il visait à rétablir la confiance dans les comptes en instaurant fiabilité, transparence et lisibilité. Il obéissait à un double objectif : harmoniser les différentes législations nationales et les rapprocher du modèle américain : US GAAP. Désormais, les normes IAS/IFRS ne se limitent plus à l’Europe et se diffusent largement à travers le monde. Ainsi, de nombreux pays s’ajoutent à la liste des pays qui ont adopté les normes IFRS ou qui envisagent de faire converger leurs normes vers le référentiel international.

### Adoption par l’Europe et la «transition» comptable
L’adoption du référentiel complet par l’Europe ne s’est pas fait sans heurt : on se rappellera des difficultés d’adoption d’IAS 39 sur les instruments financiers que les banques françaises refusaient en bloc, soutenues officiellement par Jacques Chirac, alors président de la République. Une fois le jeu de normes comptables arrêté, les entreprises cotées ont dû effectuer l’opération de « transition » comptable de leur propre référentiel national, en France le CRC 99-02, vers les IFRS afin de présenter leurs états financiers selon le nouveau référentiel dès le 1er janvier 2005.
Certaines entreprises européennes avaient anticipé très en amont cette étape : celles cotées aux États-Unis, pour lesquelles les divergences entre  référentiel US et IFRS étaient faibles, ou encore celles qui avaient déjà adoptés les IFRS localement car leur organe de contrôle de bourse le permettait. Pour les autres, le processus a été plus difficile. D’une part, il a fallu s’approprier un référentiel où le conceptuel est très  présent, avec des préceptes parfois très divergents des anciennes approches (par exemple, la comptabilisation des stock-options) ; d’autre part, il aura fallu souvent effectuer des analyses complémentaires lourdes et contraignantes pour déterminer certains retraitements (par  exemple les évaluations actuarielles des retraites).
D’une manière générale, la mobilisation a été forte et n’a pas été exclusivement réservée aux fonctions comptables et financières mais a amené le management, les directions opérationnelles, techniques et juridiques à partager les informations financières exigées par les normes. Le résultat fut positif puisque, dans l’ensemble, les états financiers IFRS ont été de qualité dès 2005 pour l’ensemble des entreprises, même si toutes n’ont pas vécu la transition de la même façon, les plus petits groupes ayant en effet rencontré plus de difficultés. Disposant de moins de moyen, bien souvent sans assistance externe d’experts pour l’analyse et l’évaluation IFRS des opérations les plus complexes, ils ont plus « subi » l’application de normes que profité des opportunités qu’elles représentaient.

### Difficulté d’application des principes
Les normes IFRS ne constituent pas des règles mais bien des principes. Ainsi, si la maîtrise des principes est acquise, l’application peut être bien plus difficile et nécessiter une formation. Si la transition pour les sociétés s’est déroulée de façon globalement satisfaisante, de nombreuses difficultés subsistent. En effet, la complexité des normes et le caractère parfois artificiel des résultats publiés mécontentent régulièrement les utilisateurs. L’information financière n’est en effet pas toujours comprise en dehors du cercle des initiés. La meilleure illustration étant le retraitement souvent systématique des chiffres IFRS afin de les rendre exploitables pour les opérationnels, le management ou encore en externe pour les fonds d’investissement. Par ailleurs, l’une des caractéristiques du référentiel est son aspect ultra conceptuel, et notamment le principe de prééminence de la substance sur la forme. Ces concepts, certes souvent pertinents en matière économique et financière, ne précisent pas toujours de façon explicite le traitement à appliquer à tel ou tel contrat ou opération spécifique. Il en résulte toujours certaines difficultés d’application. On peut citer, parmi les principaux thèmes concernés, les problématiques IAS 39 (Instruments financiers) de transfert des risques lors de la décomptabilisation des créances cédées dans le cadre d’un contrat d’affacturage, de l'escompte de crédits documentaires ou bien encore le traitement des décotes des Plans d’Epargne Entreprises. En cas de difficulté d’application des normes, l’IASB peut être consulté via son organe destiné à l’interprétation des textes, l’IFRIC.

### Les normes IFRS et la crise financière
La crise financière qui a touché les économies mondiales à partir de 2008 a conduit le G20 à intervenir en matière comptable lors de son plan d'action de novembre 2008 sur le renforcement de la transparence et de la responsabilité : quatre de ses cinq actions d'urgence concernent l'usage des normes comptables.
On relève également de sévères attaques contre les normes IFRS notamment de la part du PDG d’AIG et de Dexia ou encore d’AXA. Ces derniers estiment que l’application de la norme IFRS 7 sur l’évaluation des actifs financiers à la juste valeur (fair-value) serait à l’origine des importantes dépréciations constatées par les sociétés menacées de faillite. Selon Eric Seyvos, associé chez Bellot Mullenbach & Associés dans un article d’Option Finance, « la crise soulève de véritables questions. La combinaison des IFRS et des règles Bâle II pour les organismes financiers conduisent à des anomalies. Les règles prudentielles des banques sont basées sur des instruments de mesure, sans aucun filtre. Il en ressort un effet procyclique dévastateur en temps de crise qui nécessite une réflexion pour restaurer la cohérence des deux références ». 
Selon Philippe Danjou et Gilbert Gelard, membres de l’IASB, ils estiment bien au contraire que l’application des normes IFRS a permis d’afficher en toute transparence l’état et la nature de la crise. Ils ajoutent même que la méthodologie de la juste valeur est certes le pire des systèmes si on exclut toutes les autres méthodologies. Ils déclarent enfin que la crise de confiance qui affecte largement les marchés financiers pourra être dépassée dès lors qu’on aura renforcé la transparence et multiplié les révélations. Cependant, un véritable problème se pose sur des marchés moins liquides c’est-à-dire où il y a peu de transactions. Afin de résoudre cette difficulté, le Board de l’IASB a constitué un panel d’experts financiers entre mai et août 2008 afin de déterminer les meilleurs critères afin de passer de la valeur du marché et les modèles financiers. Un consensus est paru à cette occasion sur le site de l’IASB.

### Convergence vers les IFRS: les pays émergents suivent le mouvement
Impliqué dans la transition aux IFRS de pays émergents et en voie de développement, le cabinet BM&A et sa filiale BMA Conseil & Formation, ont réalisé une étude statistique relative à l’application des normes IFRS dans ces pays. 
L’étude met en évidence : 
- L’important nombre de pays émergents qui ont ou vont appliquer les principes IFRS et l’accélération du processus entre 2008 et 2011.
- Les modalités de transition choisies par nombre de ces pays, qui diffèrent de nombreux pays européens comme la France, qui avait fait le choix d’interdire les IFRS dans les comptes sociaux et de faire converger très progressivement le référentiel national vers les principes des IFRS. Cette solution prudente a rendu incontournable le débat sur un troisième référentiel (un  quatrième si l’on compte le CRC 99-02 pour les comptes consolidés en France) : le référentiel « IFRS entités privées » appelé couramment « IFRS PME ».

À l’inverse, les pays émergents profitent de la refonte de leur réglementation comptable pour « aller plus loin » que certains pays développés, et adopter un plan comptable national compatible avec les IFRS. À titre d’exemple, l’Algérie a adopté un plan comptable très largement inspiré des IFRS : les grands principes et les principales notions sont identiques aux IFRS, seules les normes les plus complexes et inadaptées à l’économie locale ont été modifiées.
Sur le panel de 27 pays émergents (selon les critères retenus par le FMI pour recenser ces pays), BMA Conseil & Formation a identifié 17 pays, soit 63 % de l’échantillon qui, à fin 2007, interdisaient le référentiel IFRS. Ils ne seront plus que trois (11 %) en 2012 (sous réserve de décisions non encore officialisées) puisque 14 (52 %) d’entre eux ont ou vont entamer un processus de convergence. 
Ils vont venir étoffer la liste déjà significative des pays qui avaient déjà adopté le référentiel (10 pays à fin 2007, soit 37 %) avec des modalités d’application diverses (référentiel IFRS autorisé pour toutes les sociétés, obligatoire pour les sociétés cotées uniquement…).
Sur le panel de 128 pays (critères FMI), le recensement est plus difficile (manque d’information, décisions en cours mais non officialisées…). BMA a cependant recensé 69 pays (54 %) autorisant déjà le référentiel IFRS. Sur ces 69 pays  environ la moitié ont choisi d’autoriser ou de rendre obligatoire les IFRS pour toutes les sociétés quelle que soit leur taille.
Cette diffusion des normes IFRS à travers le monde a même amené l’IASB à envisager l’élargissement du board à de nouveaux continents en ajoutant un critère géographique aux critères de sélection des membres. Le board devrait ainsi intégrer 16 membres supplémentaires dont 4 européens, 4 membres originaires du continent américain et 4 autres du continent asiatique. Les quatre derniers membres pourraient être des représentants du continent africain.

### La place des IFRS sur l’échiquier mondial
(septembre 2012).
La Chine a rendu obligatoire pour les entreprises cotées en Chine l’application du nouveau système Chinois de Normes de Comptabilité depuis le 1er janvier 2007. Bien que des différences subsistent entre ce nouveau système et les normes IFRS, la convergence vers le référentiel international reste le principal objectif. L’Inde et la Malaisie envisagent la convergence de leur système vers les IFRS ou leur adoption. Un référentiel commun entre l’Europe et l’Asie semble être plausible à horizon 2011. 
Il y a encore quelques années, nombreux étaient les sceptiques qui n’imaginaient pas les IFRS  s’imposer comme une alternative crédible aux US GAAP. Aujourd’hui les temps ont bien changé et la domination sans partage des US GAAP sur les plus grandes capitalisations n’est plus d’actualité (le gouvernement américain cherche de plus en plus à harmoniser ses normes, les US GAAP avec les standards internationaux, ici les IFRS). 
Depuis l’Union européenne en 2005, plusieurs pays ont également suivi comme l’Australie, la Nouvelle-Zélande, l’Afrique du Sud ou le Canada et l’inversement des tendances se confirme puisque d’autres encore ont annoncé leur décision d’adopter ou de converger progressivement vers le référentiel IFRS. C’est le cas par exemple du Japon (date prévue pour basculer en IFRS : 2011), le Brésil (à partir de 2010), et bien d’autres suivront. Autre illustration de la marche en avant des IFRS : le 15 novembre 2007, la SEC (équivalent américain de l’AMF) a adopté à l’unanimité une règle permettant aux émetteurs étrangers désirant lever des capitaux aux États-Unis de conserver les normes IFRS sans avoir à justifier les différences avec le référentiel américain : le passeport IFRS est dorénavant valide aux États-Unis. Selon une proposition du SEC d’août 2008, certaines entreprises américaines triées sur le volet qui répondraient à certaines caractéristiques pourraient volontairement abandonner les normes US GAAP et appliquer les normes IFRS dès 2009. Une position définitive de la SEC serait véritablement prise en 2011 et pourrait conduire à rendre obligatoire l’application du référentiel international d’ici 2014 pour les entreprises américaines cotées.
Afin de permettre l’application des normes IFRS en Europe, le référentiel est resté relativement stable depuis 2005 et devrait le rester jusqu’en 2009. D’importantes modifications sont à prévoir entre 2009 et 2011 et vont précéder un nouveau temps de stabilité afin de permettre la transition des nouveaux pays adoptant le référentiel comptable international.

### La création d’un référentiel pour les entreprises non cotées et de taille modeste
Toutes les études récentes montrent que les différents acteurs du marché utilisant les IFRS se disent plutôt satisfaits de la qualité du référentiel et considèrent les IFRS comme un progrès. En revanche, un consensus se dégage sur le fait que les normes s’adaptent difficilement aux sociétés non cotées et/ou de taille plus modeste. C’est pourquoi, l’IASB a souhaité offrir un jeu de normes pouvant répondre aux PME qui ont des problématiques de communications financières auprès de partenaires comme des investisseurs privés ou des banquiers. On ne parle pas d’IFRS sur la déclaration fiscale ni pour les dirigeants d’entreprises. Ce référentiel en cours d’élaboration appelé « référentiel IFRS entités privées » communément appelés « IFRS PME » se veut plus court, plus simple et plus adapté aux contraintes des PME tout en conservant ses impératifs de qualité. Cependant, les sociétés privées et les commentateurs de ce référentiel souhaitent disposer des mêmes options que dans le référentiel des IFRS classiques. C’est pourquoi la structure pourrait être composée des normes dans le corps du référentiel et les options en annexes. Le projet est encore en cours puisque la période de consultation et de test se termine à peine. Le planning fixé permet d’envisager une publication pour le premier trimestre 2009. La publication du texte n’entraînera pas pour autant une application obligatoire en France. L’Europe a d’ores et déjà confirmé son intention de ne pas imposer l’application du référentiel et de laisser les États membres décider comment utiliser cette nouvelle possibilité offerte aux PME. Il est probable que la France fasse de même et permette aux sociétés concernées, le périmètre restant également à définir, d’opter ou non pour les IFRS. Cependant, certains pays ont adopté ce référentiel « entités privées » puisqu'en Afrique du Sud toutes les entreprises y sont soumises. Le Danemark et le Royaume-Uni pour les entreprises non cotées de taille moyenne et grande se sont, quant à eux, montrés favorables à un référentiel « entités privées ». En France, l'intégration des normes IFRS PME via une évolution du PCG82 est prévue à l'horizon du second semestre 2013.

### Perspectives d’évolution du référentiel
Une dizaine de sujets nécessite une amélioration ou une actualisation dans la mesure où certaines normes actuelles s'avèrent anciennes ou incomplètes. L’IASB travaille en collaboration avec ses homologues américains au remplacement des normes actuelles à partir du 1er janvier 2009 : 
- Les instruments financiers : de l'avis unanime des utilisateurs, les normes IAS 32 et 39 sont trop complexes. À ce sujet, suivant les conseils et recommandations des parties prenantes, l’IASB a publié, le 12 novembre 2009 le premier volet de la norme IFRS 9 « Instruments financiers », norme qui vise à remplacer la norme IAS 39 « Instruments financiers : comptabilisation et évaluation ». Il est important de noter que la norme IFRS 9 retient une approche nouvelle pour le classement et la comptabilisation des instruments financiers par rapport à la méthodologie de la norme IAS 39. IFRS 9 retient en effet une approche unique pour déterminer si un actif financier doit être évalué au coût amorti ou à la juste valeur : une approche basée sur la façon dont l’entité gère ses instruments financiers (son modèle économique) et les caractéristiques contractuelles des flux de trésorerie rattachés aux actifs financiers[12].
- La présentation des états financiers : l’IASB s'interroge sur les besoins des utilisateurs en matière d’informations financières. Ses travaux consistent à déterminer les éléments devant ressortir en lecture directe des comptes et ceux devant figurer en annexe. La présentation de l'ensemble - bilan, compte de résultat, tableau de flux de trésorerie et tableau de variation des capitaux propres - pourrait changer pour une meilleure lecture et compréhension. Par exemple, la lecture transversale des trois supports - bilan, compte de résultat et tableau des flux de trésorerie- devrait faciliter la compréhension de toutes les incidences d'opérations de financement.
- La distinction entre capitaux propres et dettes : aujourd’hui, la frontière entre les capitaux propres et la dette n’est pas toujours nette. L’objectif de l'IASB est de déterminer un mode rigoureux de distinction entre capitaux propres et dettes, afin de ne pas s'interroger à chaque création de nouvel instrument.
- La reconnaissance des revenus : IAS 18 est une norme courte qui nécessite un approfondissement. L'IASB souhaite préciser en particulier les règles de comptabilisation, dans le cas de transactions à composantes multiples. Depuis janvier 2018, l'IFRS 15 remplace la norme IAS 18 et vient spécifier la façon dont les revenus doivent être reconnus lorsque la facturation comprend une composante de biens et une composante de services.
- La consolidation : les règles de consolidation sont à revoir, en particulier les critères pour consolider ou non une entité particulière (ad hoc).
- Les contrats de location : depuis le 1er janvier 2019, la norme IAS 17 a été remplacée par la norme IFRS 16. Tous les contrats seront des contrats location-financement (plus de distinction). Les contrats de location déjà existants sous IAS 17 resteront inchangés. La comptabilisation des contrats de services ne sera pas modifiée non plus, l'IFRS 16  permettra tout de même de distinguer la notion de 'services' de celle de 'location'. Le but est de faire figurer à l'actif du preneur toutes les locations dont la durée contractuelle est supérieure à 1 an et dont le montant est significatif. En contrepartie, une dette et des charges d'intérêts sur les passifs liés à la location seront constatées. Il assure ainsi une représentation plus fidèle des actifs et passifs, une transparence et la comparabilité des sociétés (Si elles optent pour la location le plus souvent ou alors pour des emprunts pour l'acquisition de leurs actifs). L'IFRS évite ainsi une mauvaise appréciation des contrats de location et le recours à des corrections par les agences de notation, la plupart des investisseurs et autres. Une application anticipée de l'IFRS 16 est autorisée à condition que l'IFRS 15 soit aussi appliquée.

D’autres thèmes sont à l’étude : comptabilisation des avantages post retraite, pensions et avantages assimilés (norme IAS 19), …
Ainsi, les émetteurs et utilisateurs de comptes en IFRS doivent se maintenir en veille permanente et s’organiser pour absorber la déferlante de nouvelles normes et interprétations à horizon 2009.
On attend également avec impatience que la logique des IFRS s'adapte finalement aux enjeux du développement durable, et conduise les entreprises à publier des  données beaucoup plus détaillées dans les domaines sociaux et environnementaux. A cette fin, la fondation IFRS a créé l'International Sustainability Standards Board, chargé de créer et de développer des normes d'information financière relatives au développement durable.
Le sujet de l'information financière relatives au développement durable est à la fois une question d'orientation des normes, et aussi de gouvernance de l'IASB qui devra tenir compte de l'avis des différentes parties prenantes, et changer son orientation « investisseurs » en considérant que ces derniers négligent les aspects durables alors même que la bonne gestion du « capital humain » et du « capital naturel » sont des enjeux vitaux pour le développement économique et la planète. Pour Colasse (2011), il n'est par exemple pas neutre de laisser les éléments financiers de "capital humain" en compte de résultat. Une mise en actif conduirait "certainement" à une autre logique de gestion - proposition restant à tester. Cependant, un contre-argument à une telle proposition résiderait tout simplement dans la capacité des marchés - qui reste à tester empiriquement - à percevoir fort pertinemment les effets à court terme d'une mauvaise gestion, autrement dit non ou insuffisamment responsable. Sur ce point, Valérie Charolles (2006 et 2021) propose un modèle en cours d'expérimentation (ISAS) visant à comptabiliser, non le capital humain, mais le contrat de travail, à l'actif du bilan. En conséquence, les estimations de flux de trésorerie à court terme resteraient parfaitement transformables et valides, notamment avec l'intégration de critères environnementaux, sociaux et de gouvernance. Tant que l'ISSB n'aura pas publié ses propres normes, les IFRS n'apporteront qu'une partie de l'information nécessaire aux investisseurs.

## Critiques

### Juste valeur

#### Actionnaires privilégiés
L’évaluation des actifs de l’entreprise à la juste valeur fournit la valeur marchande de l’entreprise au moment présent. Évaluer les actifs à leur valeur marchande est un choix qui correspond aux intérêts des actionnaires,, investisseurs professionnels. Ceux-ci recherchent les profits non pas sous forme des dividendes mais à travers les transactions boursières elles-mêmes. Ils veulent pouvoir acheter et vendre leurs actions en fonction des fluctuations des cours boursiers. Ces actionnaires n’ont pas d’intérêt particulier dans la pérennité de l’entreprise. Charolles (2006, 2021), pour qui les normes comptables constituent la grammaire et le vocabulaire du langage des affaires, considère même que c'est la raison d'être de l'entreprise qui est en jeu, celle-ci se présentant, avec les normes telles qu'elles sont conçues aujourd'hui, comme si elle était à vendre à chaque clôture de comptes et non comme si elle avait pour objet de poursuivre son activité. 

#### Parties prenantes
Bernard Colasse souligne que l’information financière est destinée principalement aux investisseurs et aux créanciers. Elle ne satisfait pas les besoins des autres parties prenantes. Le court termisme imposé par la gestion actionnariale ne correspond à l’intérêt ni de l’entreprise ni des parties prenantes. Les parties prenantes, salariés, fournisseurs, sous-traitants, clients ont intérêt à la pérennité de l’entreprise. Ce n’est pas le cas d’une partie des actionnaires. Ceux-ci s’opposent à l’introduction d’une pilule anti OPA qui éviterait des restructurations ou un démantèlement en cas de cession de l’entreprise. Les décisions court-termistes se prennent au détriment parfois de l’emploi, de l’investissement et du moyen ou long terme. 

#### Vulnérabilité accrue
Les provisions pour risques étant quasiment interdites les entreprises ne disposent plus d’aucune réserve pour amoindrir la volatilité ou faire face aux retournements de conjoncture. Il en résulte une fragilité pour elles et un effet procyclique au niveau macroéconomique.

### Principes plutôt que les règles
Les normes IFRS basées sur des principes et non sur des règles laissent une importante marge de manœuvre aux entreprises pour comptabiliser certains engagements. La comparaison entre entreprises d’un même secteur, voire d’une année sur l’autre pour la même entreprise, devient incertaine. Enron a utilisé cette marge concernant les engagements pour  réaliser des opérations comptables frauduleuses et présenter abusivement d’énormes profits.

### Légitimité contestée
Les institutions qui déterminent les règles de l’IFRS ne sont ni mandatées ni contrôlées démocratiquement. Leur légitimité est régulièrement contestée. L’IASB qui édicte les règles est une fondation privée où siègent les grands cabinets d’audit et les grands établissements financiers de la planète. Le Comité de Bâle qui émet des avis sur ces règles financières est composé essentiellement de représentants de banques centrales souvent hors contrôle démocratique. Les Etats et l'Union européenne sont toutefois les seuls à pouvoir rendre l'usage de ces normes obligatoires selon une procédure faisant intervenir l'accord du Parlement et du Conseil de l'Union et ont aussi la capacité de proposer des sujets d'intérêt aux instances qui préparent les normes.